# Der Leuchtturm am Ende der Welt

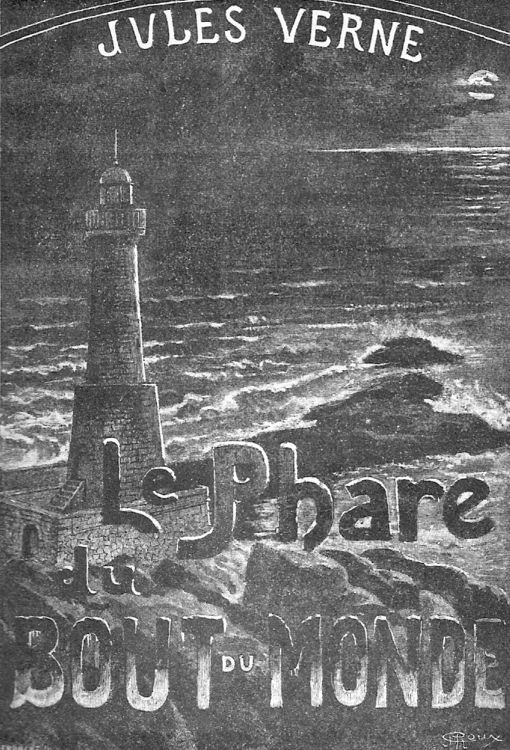
Titelseite der französischen Originalausgabe mit einer Illustration des Zeichners George Roux

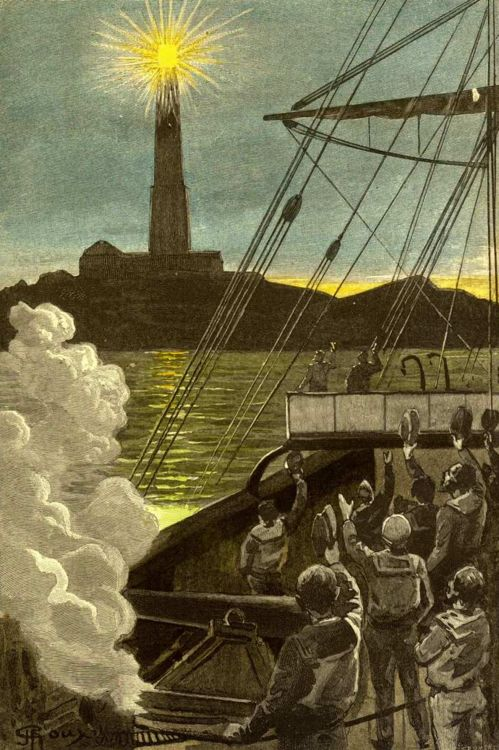
Illustration aus dem Roman, gezeichnet von George Roux

Der Leuchtturm am Ende der Welt (auch Das Licht am Ende der Welt) ist ein Roman des französischen Autors Jules Verne, der erstmals 1906 von dem Verlag Pierre-Jules Hetzel unter dem französischen Titel Le Phare du bout du monde veröffentlicht wurde. Der postum veröffentlichte Roman wurde von Michel Verne stark überarbeitet. Die erste deutschsprachige Ausgabe erschien 1906 unter dem Titel Der Leuchtturm am Ende der Welt bei Hartleben in Wien.

## Handlung in der Version von Michel Verne
In der Nähe des Kap Hoorn am südlichen Ende von Südamerika wird auf der argentinischen Insel Isla de los Estados (Staateninsel) ein Leuchtturm neu in Betrieb genommen. Dieser wird von einer dreiköpfigen Besatzung betrieben, die im Vierteljahresrhythmus ausgewechselt wird. Die Insel ist darüber hinaus – was die Leuchtturmmannschaft nicht weiß – auch ein Unterschlupf von dort gestrandeten Seeräubern. Ihnen ist die Wachmannschaft des Leuchtturmes ein Dorn im Auge. Die Seeräuber haben einen Großteil ihrer Beute in der Nähe des Turmes versteckt. Der Anführer der Bande ist der berüchtigte Kongre. Kongre und seine Gesellen warten darauf, mit der Beute die Insel verlassen zu können. Er plant, den Leuchtturm zu überfallen.
Trotz des Leuchtfeuers läuft ein größeres, von seiner Mannschaft verlassenes Schiff an der Insel auf Grund. Kongre bemächtigt sich des Schiffes und macht es mit seinen Leuten wieder seetüchtig. Die Piraten verladen ihre Beute auf das Schiff. Diese Aktion wird von den Leuchtturmwärtern bemerkt. Zwei von ihnen wollen das Schiff untersuchen und werden von den Piraten getötet. Der dritte Wächter Vasques hat die Ereignisse vom Turm aus beobachtet. Da er befürchtet, das nächste Opfer der Bande zu sein, flüchtet er mit Proviant und Waffen in das Innere der Insel. Die Räuber stürmen den von Vasques verlassenen Leuchtturm und zerstören dabei die Einrichtungen. Der Leuchtturm ist danach außer Funktion. Da das Leuchtfeuer nicht mehr in Betrieb ist, strandet ein weiteres Schiff. Nur ein Mitglied der Besatzung überlebt das Unglück. Der Seemann verbündet sich mit Vasques. Sie beschließen, gemeinsam ihre jeweiligen Kameraden zu rächen. Sie beschießen mit einem kleinen, von dem zweiten gestrandeten Schiff geborgenen Geschütz das Schiff, mit dem Kongre und seine Leute gerade auslaufen wollen. Mit der neuen Leuchtturmbesatzung, die mit einem Aviso als Ablösung gekommen ist, und der Mannschaft dieses Schiffs gelingt es, die Bande zu besiegen. Kongre begeht daraufhin mit seiner Pistole Selbstmord.

## Verfilmung
Das Buch wurde 1971 von Kevin Billington mit Kirk Douglas und Yul Brynner in den Hauptrollen unter dem Titel Das Licht am Ende der Welt verfilmt.